# Anas bernieri
La cerceta malgache, cerceta de Madagascar,  cerceta malgache de Bernier o el pato de Bernier (Anas bernieri) es una especie de ave anseriforme de la familia Anatidae endémica de los humedales de Madagascar; limitada a una porción del occidente de la isla.
Se estima una población de entre mil quinientos y dos mil individuos en 2002. De longitud alcanza unos 40 cm.